# Marhanez
Marhanez (ukrainisch Марганець; russisch Марганец / Marganez) ist eine Stadt am rechten Ufer des Dnepr (Kachowkasee) in der Ukraine, Oblast Dnipropetrowsk und hat etwa 30.000 Einwohner. Die Stadt ist ein bedeutendes Zentrum der Förderung und Bearbeitung von Manganerz. Der Name der Stadt bedeutet übersetzt Mangan.

Hauptplatz im Ort

## Geographie
Marhanez liegt 93 km südlich der Oblasthauptstadt Dnipro und 21 km nordöstlich von Nikopol.

## Geschichte
Die Stadt wurde 1938 durch die Zusammenlegung mehrerer Arbeitersiedlungen gegründet.
Am 12. Oktober 2010 kam es zu einem schweren Verkehrsunfall zwischen einem Pendlerbus und einem Zug, welcher sich auf der Bahnstrecke Saporischschja–Marhanez befand. Dabei wurden 40 Personen, die sich im Bus befanden, getötet.

## Verwaltungsgliederung
Am 29. November 2018 wurde die Stadt zum Zentrum der neugegründeten Stadtgemeinde Marhanez (Марганецька міська громада/Marhanezka miska hromada). Zu dieser zählen auch die Siedlung städtischen Typs Marjiwka, die 5 in der untenstehenden Tabelle aufgelisteten Dörfer sowie die Ansiedlung Maksymiwka, bis dahin bildete sie zusammen mit der Siedlung städtischen Typs Marjiwka sowie der Ansiedlung Maksymiwka die gleichnamige Stadtratsgemeinde Marhanez (Марганецька міська рада/Marhanezka miska rada) unter Oblastverwaltung im Südosten des ihn umgebenden Rajons Nikopol.
Am 17. Juli 2020 kam es im Zuge einer großen Rajonsreform zum Anschluss des Rajonsgebietes an den Rajon Nikopol.
Folgende Orte sind neben dem Hauptort Marhanez Teil der Gemeinde:
| Name                     | Name         | Name                          |
| ukrainisch transkribiert | ukrainisch   | russisch                      |
| ------------------------ | ------------ | ----------------------------- |
| Dobra Nadija             | Добра Надія  | Добрая Надия (Dobraja Nadija) |
| Illinka                  | Іллінка      | Ильинка (Iljinka)             |
| Marjiwka                 | Мар'ївка     | Марьевка (Marjewka)           |
| Maksymiwka               | Максимівка   | Максимовка (Maximowka)        |
| Nowokamjanka             | Новокам'янка | Новокаменка (Nowokamenka)     |
| Nowokyjiwka              | Новокиївка   | Новокиевка (Nowokijewka)      |
| Wilne                    | Вільне       | Wolnoje (Вольное)             |

## Bevölkerung
| 1959   | 1970   | 1979   | 1989   | 2001   | 2016   |
| ------ | ------ | ------ | ------ | ------ | ------ |
| 34.422 | 46.905 | 50.328 | 54.391 | 49.592 | 47.812 |

## Söhne und Töchter der Stadt
- Maryna Doroschenko (1981–2014), Basketballspielerin